# 1936年澳門
|        | 澳門歷史 \| 澳門歷史年表                                                                                                   |
| 世紀： | 19世紀澳門 \| 20世紀澳門 \| 21世紀澳門                                                                                     |
| 年代： | 1900年代澳門 \| 1910年代澳門 \| 1920年代澳門 \| 1930年代澳門 \| 1940年代澳門 \| 1950年代澳門 \| 1960年代澳門               |
| 年份： | 1932年澳門 \| 1933年澳門 \| 1934年澳門 \| 1935年澳門 \| 1936年澳門 \| 1937年澳門 \| 1938年澳門 \| 1939年澳門 \| 1940年澳門 |
| 紀年： | 丙子年（鼠年）、澳門開埠383周年                                                                                            |

## 主要官員
- 澳督：美蘭德

## 大事時序
- 1月10日，氹仔廣興泰炮竹廠發生爆炸，6死1傷[1]。
- 3月12日，氹仔光遠炮竹廠發生爆炸大火，釀成47死[2]約150傷[3]。
- 6月27日，台山謙源炮竹廠發生大火，8死3傷[4]。
- 8月17日，十號風球高懸逾12小時，數人於南灣溺斃[5]。